# ミャウンミャ
ミャウンミャ（ビルマ語: မြောင်းမြမြို့ [mjáʊɰ̃mja̰ mjo̰]）は、ミャンマー・エーヤワディ地方域ミャウンミャ郡区の都市である。 
町にはミャンマー連邦アドベンチスト神学校、セブンスデー・アドベンチスト教会神学校、 ミャンミャ教育大学がある。 
ミャウンミャは、独立したビルマの初代首相であるウー・ヌと、国家指導者のアウンサン将軍の妻であるドー キンチーが生まれた場所である。 また、反植民地国家主義教育が実施された町の1つであり、ウー・ヌが地区教育担当官を務めていた。 
ジョージ・オーウェルは1924年にミャンミャで警察の補佐を務めた。